# Areszt Śledczy w Krakowie-Podgórzu
Areszt Śledczy w Podgórzu – zabytkowy areszt śledczy w Krakowie, w dzielnicy XIII Podgórze przy ul. Stefana Czarnieckiego 3, w Podgórzu.
Areszt śledczy został wzniesiony w 1905 według projektu Ferdynanda Lieblinga jako gmach Sądu Powiatowego i Urzędu Podatkowego Miasta Podgórza. 22 maja 1996 został wpisany do rejestru zabytków nieruchomych. Od 2020 własność Instytutu Pamięci Narodowej.

## Historia
Został wybudowany w 1905 według projektu Ferdynanda Lieblinga jako gmach Sądu Powiatowego i Urzędu Podatkowego Miasta Podgórza. Podczas II wojny światowej areszt był miejscem wykonywania egzekucji oraz tortur wykonywanych przez hitlerowców. W 1941 areszt znalazł się na obszarze krakowskiego getta. W czerwcu 1942 roku, gdy zmniejszono powierzchnię getta, areszt znalazł się poza jego granicami.
Po zakończeniu wojny, areszt był wykorzystywany do przetrzymywania więźniów politycznych przez komunistyczne władze Polski, a w 1971 roku areszt został przekazany pod władanie Służby Więziennej. W 1974 roku do aresztu trafił Jerzy Filas (później – Jerzy Warzyński), który spędził w nim 72 dni. Podczas wykonywania wyroku pisał teksty piosenek i napisał tam m.in. utwór „Czarny chleb i czarna kawa”.
31 marca 2018 roku areszt został zamknięty. W 2020 został odkupiony przez Instytut Pamięci Narodowej.
22 maja 1996 areszt został wpisany do rejestru zabytków. Znajduje się także w gminnej ewidencji zabytków.